# Legie Idel-Ural
Legie Idel-Ural (německy Legion Idel-Ural, tatarsky İdel-Ural Legionı), česky také Volžsko-tatarská legie byla jednotka v rámci Wehrmachtu během druhé světové války složená ze zástupců národů v Povolží Tatarů, Čuvašů, Baškirů, Marijců, Mordvinců a Udmurtů, která byla organizačně podřízena německému velitelství pro východní dobrovolníky (německy Kommando der Ostlegionen).

## Politicko-historické souvislosti

### Název jednotky
Název Idel-Ural odkazuje na historické a geografické území obývané převážně turkickými národy, zejména Tatary, Baškiry a dalšími povolžskými a uralskými etniky. Idel je tatarský název pro řeku Volhu. Ural tvoří přirozenou hranici mezi Evropou a Asií. Název tak spojuje dva klíčové geografické prvky regionu (Volhu a Ural), které byly domovem turkických a ugrofinských národů.

### Ideologie a historické souvislosti
V letech 1917 – 1918 existoval krátce Idel-Uralstán, což byl pokus o vytvoření republiky pod kontrolou místních muslimských a turkických elit. Tento státní útvar byl po posílení sovětské moci zrušen. Idea obnovy republiky jako samostatného státu byla za války využívána pro přilákání dobrovolníků do legie, ale ve skutečnosti německé plány s vytvořením takového státu nijak nepočítaly. Cílem Německa byla pouze kontrola území a jeho zdrojů pro potřeby války nebo poválečného hospodářství po německém vítězství. Hlavní ideolog nezávislého státu Idel-Ural Muhamed Ayaz Ishaki (tatarsky Ğayaz İsxaqıy), autor brožury Idel-Ural vydané v Paříži v roce 1932, u Němců však pochopení nenašel z důvodu podezření na jeho spolupráci s britskou rozvědkou. Jeho brožura byla politickým manifestem tatarské emigrace a obecně vizí o budoucnosti tatarského lidu. 
Proto ve formování ideologického přesvědčení vojáků hráli vedoucí úlohu emigranti, kteří byli členy národních výborů vytvořených pod záštitou ministerstva pro okupovaná východní území v rámci akce Zeppelin. Nábor vojáků byl také propagandisticky veden v duchu nuntosti boje pravověrných muslimů s nevěřícími ve spojenectví s Německem, ke kterému vyzýval legionáře jeruzalémský muftí Hadž Amín al-Husajní. V legii byli ustanoveni mullové, kteří někdy kombinovali náboženské funkce s velitelskými, přičemž současně sloužili jako velitelé čet. Zároveň šířili myšlenku džihadu proti SSSR, což odpovídalo nacistické propagandě o křížové výpravě proti bolševismu.

### Kurultaj[pozn. 2]národů Idel-Uralu v březnu 1944
Dne 4.–5. března 1944 se v Greifswaldu za hojné účasti příslušníků legie konal Kurultaj národů Idel-Uralu, na kterém se řešily klíčové otázky, jako byla politika, vojenství, náboženství a finance. Sněm se usesl na vyhlášení nezávislého tatarského státu Idel-Ural jako spojence Německa. Je příznačné, že o této události se tatarskojazyčné noviny pod německou kontrolou téměř nezmínily.

### Používané symboly
Jednotka používala tři varianty nášivek:
1. První varianta kombinovala modrou a zelenou barvu, která symbolizovala vztah k turkickým a islámským národům, se zkříženou dýkou a šípem. Dýka symbolizovala boj a šíp kočovnickou nezávislost.
2. Druhá varianta měla místo dýky a šípu zkřížené meče se svislým šípem uprostřed.
3. Třetí varianta měla podobu šedého oválu se žlutým lemem, v jehož středu byl oblouk s vertikálním šípem.

Nahoře byly tiskacími písmeny napsány nápisy Idel-Ural a dole Tatar Legionı (česky Tatarská legie). Kulaté kokardy na čepicích měly stejnou barevnou kombinaci jako nášivky.

### Vztah k vlasovskému hnutí
Ze strany národních vůdců turkicko-muslimských národů panovalo odmítání spojení s KONR. Podepsali také manifest, v němž žádali Němce, aby je za žádných okolností nesjednocovali s armádou generála Vlasova.

## Vznik jednotky
Po napadení SSSR v roce 1941 se pád sovětské moci zdál velmi blízko. V zimě na přelomu let 1941 – 1942 se však Rudé armádě podařilo zastavit postup německých vojsk. Neúspěch bleskové války na východní frontě provázený vysokými ztrátami donutil německé velení k vytvoření řady cizineckých jednotek, tzv. legií, ze sovětských válečných zajatců. Cílem bylo nahradit utrpěné ztráty na živé síle. V prosinci 1941 se německé velení rozhodlo přistoupit k formování východních legií.
První zmínky v německých rozkazech o vznikající legii pochází z 1. července 1942, kdy byly různým úřadům Německa zaslány informace o formovaných legiích, mezi nimiž byla zmíněna i Volžsko-tatarská legie. Dne 1. srpna 1942 byl vydán rozkaz, který nařizoval oddělení příslušníků povolžských národů do zvláštních táborů a zintenzivnění práce na náboru válečných zajatců z řad těchto etnik. Rozkaz OKH o zřízení Volžsko-tatarské legie byl podepsán 15. srpna 1942. Vytvářená legie měla být použita především proti sovětským partyzánům.
Praktické práce na jejím formování začaly 21. srpna 1942 v Jedlině v okupovaném Polsku. Budoucí příslušníci legie, kteří přicházeli ze zajateckých táborů, byli následně rozděleni do rot, čet a družstev, ve kterých zahájili výcvik. Ten v první fázi zahrnoval všeobecnou fyzickou a pochodovou přípravu, osvojení německých povelů a řádů. Výchovu kádrů zajišťovali němečtí velitelé rot za pomoci tlumočníků, stejně jako velitelé družstev a čet z řad legionářů, kteří absolvovali dvoutýdenní kurz pro poddůstojníky. Po dokončení základního výcviku byli nováčci zařazeni do praporů, kde obdrželi standardní výstroj a výzbroj. Poté přešli k taktickému výcviku a seznamování se s obsluhou zbraní. Výcvik trval 12 týdnů. Po jeho ukončení byly z vojáků zformovány polní prapory obvykle o počtu 900-950 příslušníků. Každý polní prapor se skládal ze 3 střeleckých rot, kulometné roty a štábní roty, přičemž každá měla 130–200 mužů. Střelecká rota zahrnovala 3 střelecké čety a kulometnou četu, štábní rota pak protitankovou, minometnou, ženijní a spojovací četu. Celkový početní stav praporu také zahrnoval německý personál (německy Rahmenpersonal), který tvořilo až 60 osob (4 důstojníci, 1 úředník, 32 poddůstojníků a 23 vojínů). Němečtí velitelé praporů a rot měli zástupce z řad vojáků příslušné národnosti. Velitelský sbor pod úrovní roty byl výhradně národnostní, tj. tvořený příslušníky legie. Prapor byl obvykle vyzbrojen 3 protitankovými kanóny (45 mm), 15 lehkými a těžkými minomety, 52 lehkými a těžkými kulomety, puškami a převážně kořistními sovětskými samopaly.
Politickou a ideovou přípravu mužstva charakterizuje prohlášení tatarských legionářů, že „dokud nebude zničen nepřítel Nového Ruska – bolševismus“, nesloží zbraně. Tento ideový manifest byl v roce 1942 otištěn v novinách Úsvit Kavkazu (rusky Утро Кавказа). Dne 6. září 1942 výcvik vyvrcholil kolektivní přísahou, jejíž text byl následující:
| „                           | Я готов в рядах германской армии употреблять все силы на освобождение моей Родины, и поэтому согласен вступить в легион. Этим самым я считаю раньше мною в Красной Армии принесенную присягу недействительной. Я обязуюсь беспрекословно подчиняться приказам моих начальников. | Jsem připraven v řadách německé armády vynaložit všechny síly k osvobození své vlasti, a proto souhlasím se vstupem do legie. Tímto považuji dříve v Rudé armádě složenou přísahu za neplatnou. Zavazuji se bezvýhradně poslouchat rozkazy svých velitelů. | “ |
| — Přísaha příslušníků legie | | |   |

Velitelem Volžsko-tatarské legie byl jmenován major Oskar von Seckendorff. Den 12. května 1944 jej ve funkci vystřídal kapitán Kelle.
Kromě 7 polních praporů byly během války z válečných zajatců, rodáků z Povolží a Uralu, zformovány také ženijní, železniční, transportní a další pomocné jednotky, které sloužily německé armádě, ale přímo se neúčastnily bojových akcí. Mezi ně patřilo také 15 samostatných volžsko-tatarských rot. Celkový počet vojáků, kteří během celé války prošli legií se podle pramenů různí 20–25 tisíc (40 tisíc, 8–10 tisíc). Podle německých údajů k 10. říjnu 1944 sloužilo 11 tisíc tatarských dobrovolníků ve 12 polních praporech, 4 tisíce v jiných jednotkách a 8 tisíc v pracovních praporech. Podle informace ze 14. prosince 1944 byl počet Tatarů 20 000 a dalších 20 000 složilo jako hiwi.

## Bojové nasazení
Na počátku roku 1943 byly odeslány do bojů proti partyzánům tři volžsko-tatarské jednotky, a to 825., 826. a 827. prapor. Ve druhé polovině roku 1943 byly do bojů s partyzány odeslány další čtyři volžsko-tatarské prapory (828. až 831.). Nespolehlivost legionářů v boji, která se projevovala častými dezercemi, byla v oficiálních německých dokumentech neustále zdůrazňována, a proto legionáři nebyli nasazováni na kritické úseky do bojových zón. 825. vložsko-tatarský pěší prapor byl nasazen v rámci protipartyzánské operace Kulový blesk, kde přešel kompletně na stranu partyzánů. Během povstání legionářů byla většina německého personálu zabita. Řidič velitele praporu, který zůstal věrný Němcům, zachránil velitele jednotky tím, že ho odvezl v kufru auta.
Po zkušenosti s dezercí 825. praporu, byly na základě rozkazu ze dne 29. září 1943 a rozkazu OKW ze dne 2. října 1943 (č. 10570/43) prapory arménský, ázerbájdžánský a 829. volžsko-tatarský převeleny do jižní Francie a dislokovány v oblasti města Mende. Zde byli nasazeni do akcí proti francouzským partyzánům a Němci s nimi počítali při obraně Atlantického valu. Legionáři se vyznačovali špatnou disciplínou i zde a často přebíhali k místním partyzánům stejně jako na území SSSR. Proto kvůli neochotě vojáků bojovat a četným případům dezerce byly 826. a 827. volžsko-tatarské prapory Němci odzbrojeny . Následně byly přeměněny na silničně-stavební jednotky. 831. volžsko-tatarský prapor byl na konci roku 1943 vyčleněn z Wehrmachtu a zařazen do Zbraní SS.
Vojenské jednotky existovaly až do konce války. Byly nasazeny v vojensko-policejních operacích na území Belgie, Francie, Nizozemska, Polska, Ukrajiny a Běloruska. Po válce byli zajatí příslušníci legionů repatriováni do SSSR, kde byli za vojenskou zradu potrestáni.
| Prapor | Informace |
| ------ | --- |
| 825.   | Začal se formovat v říjnu až listopadu 1942 v Jedlini (tehdejší Generální gouvernement) a čítal až 900 mužů. Velitelem byl jmenován major Czek. Dne 14. února 1943 byl prapor slavnostně odeslán do bojů proti partyzánům a 18. února 1943 dorazil do Vitebska. Hlavní část jednotky byla dislokována na levém břehu Západní Dviny. Již 21. února 1943 zástupci legionářů, jednající na pokyn sovětské podzemní organizace v legii, navázali kontakt s partyzány. S nimi dohodli společné povstání praporu, které mělo vypuknout 22. února 1943 ve 23:00. Přestože se Němci o plánech legionářů dozvěděli a hodinu před povstáním provedli zatýkání vůdců vzpoury, tak pod vedením Husejna Muhamedova přešlo 500–600 ozbrojených legionářů s velkým množstvím výzbroje na stranu sovětských partyzánů. Nepodařilo se uprchnout pouze dvěma četám, protože nebyly včas informovány, a zatčeným legionářům. Zbývající příslušníci praporu byli urychleně staženi do německého zázemí a převeleni k jiným jednotkám. Vojáci, kteří změnili stranu, se v dalších letech války účastnili bojů v řadách sovětských partyzánů. |
| 826.   | Prapor byl zformován 15. ledna 1943. Jeho velitelem se stal kapitán Šermuli. Po vzpouře 825. praporu byl 826. prapor převelen do Nizozemska do okolí města Breda, kde plnil strážní službu a zapojoval se do dalších pracovních úkolů. V okupovaném Nizozemí zůstal až do roku 1945. Organizačně byl přidělen k různým jednotkám Wehrmachtu a nidky nebyl nasazen do bojů. Také v této jednotce byla Němci odhalena tajná prosovětská organizace. 26 jejich členů bylo zastřeleno a 200 příslušníků praporu bylo uvězněno. |
| 827.   | Zformován 10. února 1943 v Jedlini. Velitelem se stal kapitán Pram. Dne 22. června 1943 se nacházel v Drohobyči na západní Ukrajině, kde měl být nasazen do boje proti sovětským partyzánům. Přítomnost legionářů však paradoxně posílila partyzánské hnutí, k němuž vojáci praporu přebíhali. K partyzánům přeběhly i dvě čety štábní ochrany. V červenci 1943 se v praporu připravovalo povstání pod vedením nadporučíka Miftachova. Ten však byl Němci zatčen a popraven. Podle svědectví historiků jej Němci pro výstrahu přivázali mezi dva ohnuté stromy, které po uvolnění roztrhly jeho tělo na dvě části. Ale i poté pokračovaly dezerce, a tak byl prapor stažen z oblasti bojů a převelen začátkem října 1943 do Francie. Ale i zde zůstal pro Němce krajně nespolehlivý – velitelé i vojáci často přebíhali k francouzským partyzánům. Do bojů již nebyl nasazen, naposledy je zmiňován 10. března 1945. |
| 828.   | Formován v období 1. dubna – 1. června 1943 v Jedlini ve stejné struktuře jako předchozí prapory. Velitelem se stal kapitán Gaumitz. Do 1. září 1943 zůstával v Jedlini, poté byl 28. září 1943 odeslán na západní Ukrajinu jako náhrada za nespolehlivý 827. prapor. Prapor v nasazení proti partyzánům také trpěl dezercemi. Kromě přeběhnutí utrpěl prapor těžké ztráty v zajatcích, kteří nechtěli bojovat proti partyzánům a při první příležitosti se vzdávali. |
| 829.   | Vznikl 24. srpna 1943. K 1. září 1943 měl 874 mužů. Velitelem byl kapitán Rausch. Dlouho setrval v Jedlini, ale v únoru 1944 byl přesunut na západní Ukrajinu k protipartyzánským operacím. Na rozkaz velitele vojenského okruhu v Generálním gouvernementu z 29. srpna 1944 byl prapor kvůli častému porušování disciplíny navržen k rozpuštění. Ke dni 18. září 1944 byl rozkaz proveden. |
| 830.   | Zformován přibližně v srpnu – říjnu 1943. Dne 4. prosince 1943 byl přemístěn z Jedlině do obce Końskie, kde setrval do konce února 1944. Plnil strážní službu na západní Ukrajině a východním Polsku, později byl přeměněn na ženijní jednotku. V závěrečné fázi války počátkem roku 1945 byl umístěn v ohybu Visly a později v Pomořansku. |
| 831.   | Vznikl na podzim 1943 v Jedlini. Zajišťoval ochranu tábora legie Idel-Ural. Koncem roku 1943 byl převeden z Wehrmachtu pod Waffen-SS (německy Waffen-Gruppe der SS Idel-Ural). Jednotka měla také speciální pásku na rukávu, ve kterém na zeleném pruhu byla bílá písmena Osttürkische Waffen-Verbände der SS (česky Východní turkické ozbrojené sbory SS). V rámci SS se prapor podílel na protipartyzánských operacích v roce 1944 v Bělorusku, na Slovensku, kde SS-Obersturmführer Azimov, převedl významnou část pluku na stranu slovenských partyzánů. Prapor se podílel na potlačení Varšavské povstání. Na podzim roku 1944 byla z 1. východomuslimského pluku a bojových skupin Idel-Ural a Krym zformována východoturkická jednotka SS. Na konci války byla jednotka převelena na Balkán a v dubnu 1945 byla umístěna v Lombardii. |
| 832.   | Jejich zformování bylo plánováno na podzim roku 1943. O těchto praporech existují zmínky, ale jejich formování nikdy nebylo uskutečněno. |
| 833.   | Jejich zformování bylo plánováno na podzim roku 1943. O těchto praporech existují zmínky, ale jejich formování nikdy nebylo uskutečněno. |
| 844.   | Jejich zformování bylo plánováno na podzim roku 1943. O těchto praporech existují zmínky, ale jejich formování nikdy nebylo uskutečněno. |

## Odboj v legiích
Již od konce roku 1942 v legii působila ilegální odbojová prosovětská skupina, jejímž cílem bylo ideové rozložení legie zevnitř. Její členové tiskli protinacistické letáky, které šířili mezi legionáři. Byli zatčeni v srpnu 1943 a obviněni z napomáhání nepříteli a vojenské zrady. Skupina byla likvidována dne 25. srpna 1944, kde bylo popraveno 11 tajných členů odboje z příslušníků legie.
Obecně byly operace sovětské rozvědky zaměřeny na podlamování morálky vojáků a jejich lákání k dezerci. Sovětská agitace byla velmi úspěšná a značný počet legionářů přeběhl k sovětským partyzánům. Příkladem takových operací byl přechod asi 500 (podle německé polní policie 557) ozbrojených příslušníků 825. praporu na sovětskou stranu v průběhu operace Kulový blesk. Mnoho legionářů při první příležitosti přešlo na stranu partyzánů také ve Francii. Několik stovek legionářů se zúčastnilo partyzánského boje za osvobození Le Puy.